# 封建社会主义
封建社会主义（德語：feudaler Sozialismus）是卡尔·马克思和弗里德里希·恩格斯在1848年发表的《共产党宣言》中提出的一个概念。他们认为“封建社会主义”是1830年代—1840年代在法国、英国等国流行的一种打着“社会主义”旗号，实际代表没落封建贵族利益的社会思潮，并对其进行了揭露和批判。“封建社会主义”的代表人物包括法国正统派的阿尔班·德·维尔纽夫-巴尔热蒙和英国“青年英格兰”组织的本杰明·迪斯雷利。1830年法国七月革命和1832年英国选举法改革后，法英两国的封建贵族再次被资产阶级打败，无力与之争夺统治权，遂以“同情工人”的姿态出现，给自己的理论涂上“社会主义”的色彩。他们站在封建贵族立场上，怀念衰落的封建制度，谴责和诅咒资本主义。他们极力证明工人生活的恶化是因封建王朝的垮台，宣扬封建时代是“贵”与“贱”和谐共处的时期，要求恢复昔日的贵族统治，断言专制政权能“拯救世界”，并引导社会走向社会主义。封建社会主义者声称，资产阶级最大的罪过在于其统治下产生了一个将摧毁旧制度的革命无产阶级。然而在政治实践中，他们帮助资产阶级镇压无产阶级；在经济上，他们违背自己的言辞，参与资本主义经营，并剥削工人阶级。